# Estación Gambier
Gambier es una estación de ferrocarril, ubicada en la ciudad de La Plata, provincia de Buenos Aires, Argentina.

## Servicios
Pertenecía al Ferrocarril Provincial de Buenos Aires como parada intermedia en el ramal entre Avellaneda y La Plata. No opera trenes de pasajeros desde 1977. En Gambier se iniciaba la vía doble que comunicaba a ésta con estación La Plata. El resto de la línea hasta Avellaneda poseía vía sencilla.
En la actualidad está convertida en un centro del jubilados, "El Campito n° 5", que además posee un paseo temático donde se exhiben elementos ferroviarios.
Aunque el ferrocarril no se encuentre circulando, el espacio de vías es mantenido por la ONG "Amigos del Ferrocarril Provincial", que desempeña distintas tareas de mantenimiento del ramal y de la estructura existente en el predio ferroviario. Sus tareas consisten en reposición de vías, circulación de zorras y despeje de rieles para mantener todo óptimo en caso de una futura reactivación del ramal.

## Proyecto de reactivación
En febrero de 2022 se suscribió un acuerdo entre el Ministerio de Transporte de la Nación y la Provincia de Buenos Aires, a partir del cual se traspasó el predio a la gestión provincial, con el objetivo de establecer allí entidades vinculadas a la administración pública provincial y también proyectar futuras obras vinculadas al Tren Universitario.

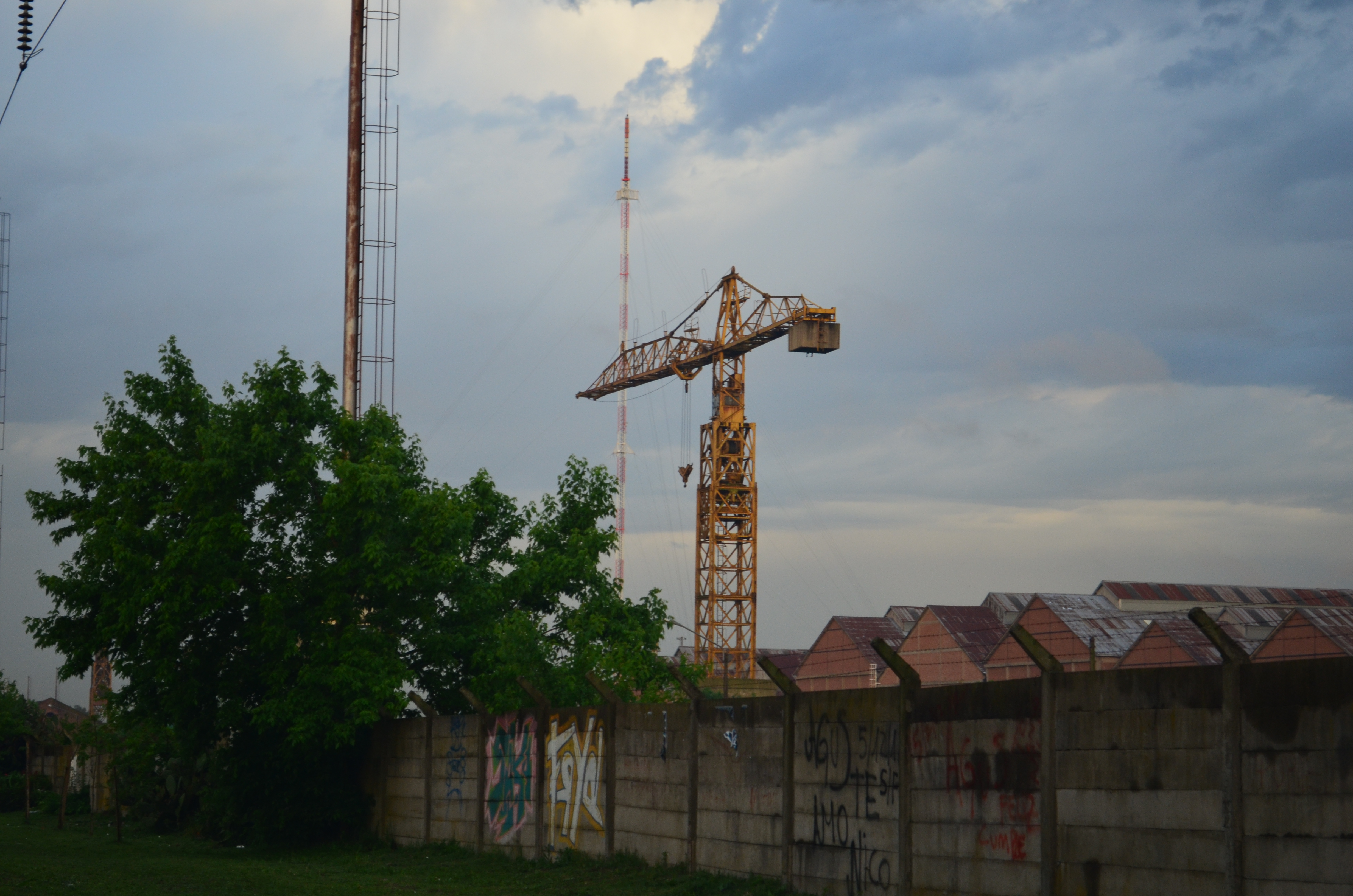
Vista externa de los Talleres Ferroviarios desde la calle 52

La formación universitaria desde sus orígenes en 2013 comunica la Estación del Ferrocarril de La Plata con las distintas Facultades de la Universidad de La Plata, finalizando su recorrido en el Policlínico General San Martín. Proyecta realizar una extensión del servicio hasta la localidad de Los Hornos agregando ocho paradas al recorrido original. El Proyecto completo sumará unos 7 kilómetros de recorrido para llegar al corazón del predio de los Talleres Ferroviarios de Gambier, donde se erigirá el Polo Científico Tecnológico Universitario.